# Dridu
Dridu est une commune du județ de Ialomița en Roumanie.